# HD 4440
HD 4440，又名BD+71 37，SAO 4229、HR 212，是一颗恒星，视星等为5.87，位于銀經122.68，銀緯9.8，其B1900.0坐标为赤經0h 41m 36.8s，赤緯+72° 9.8′ 41″。